# 이연화 (배드민턴 선수)
이연화(1985년 11월 14일~)는 대한민국의 배드민턴 선수로, 대교눈높이 소속으로 활동하고 있다.